# Koptisch-orthodoxe Kirche

Das Symbol der koptischen Kirche ist eine Abwandlung des Jerusalemkreuzes.

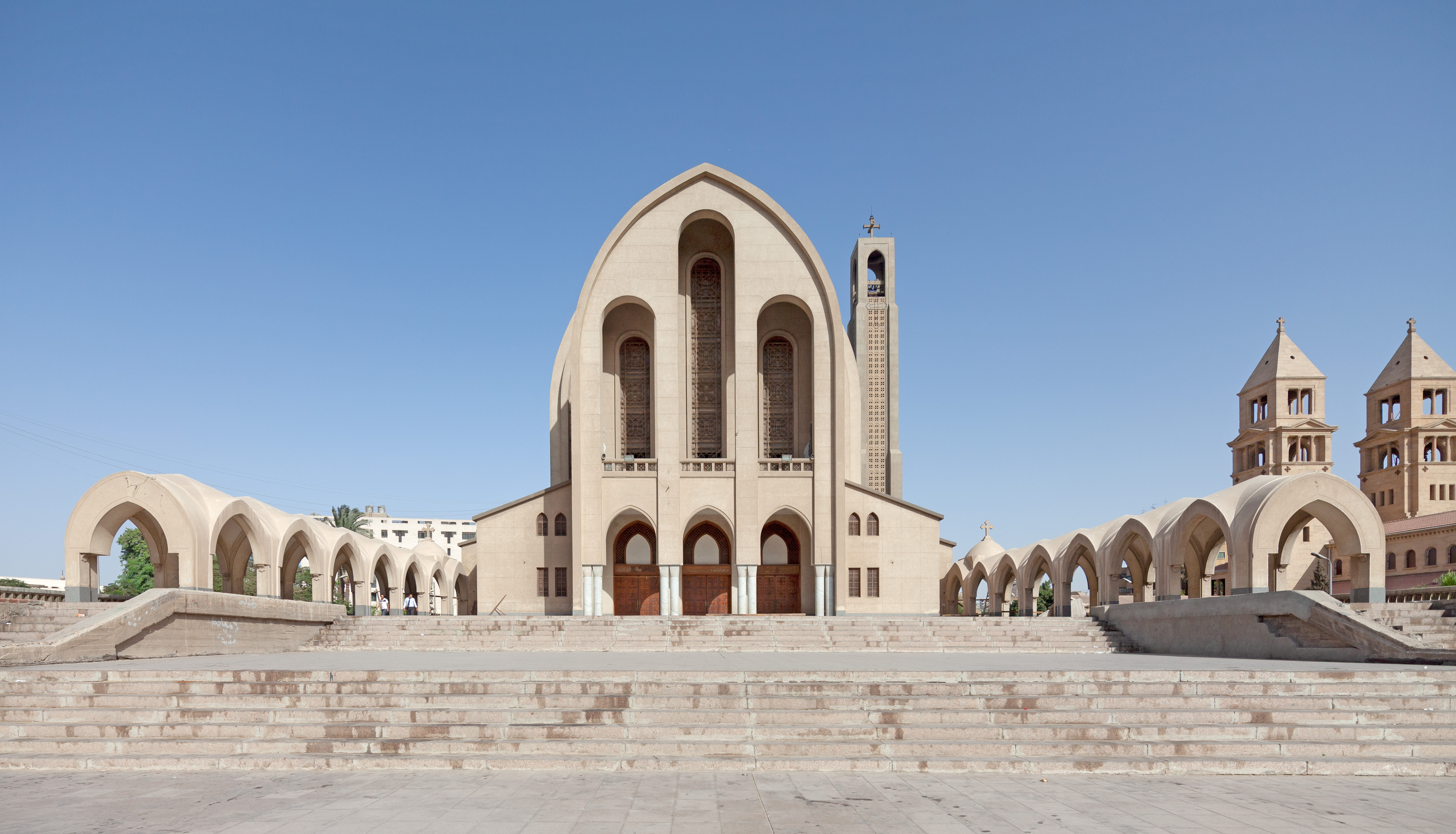
Markuskathedrale, Kairo (1968 geweiht)

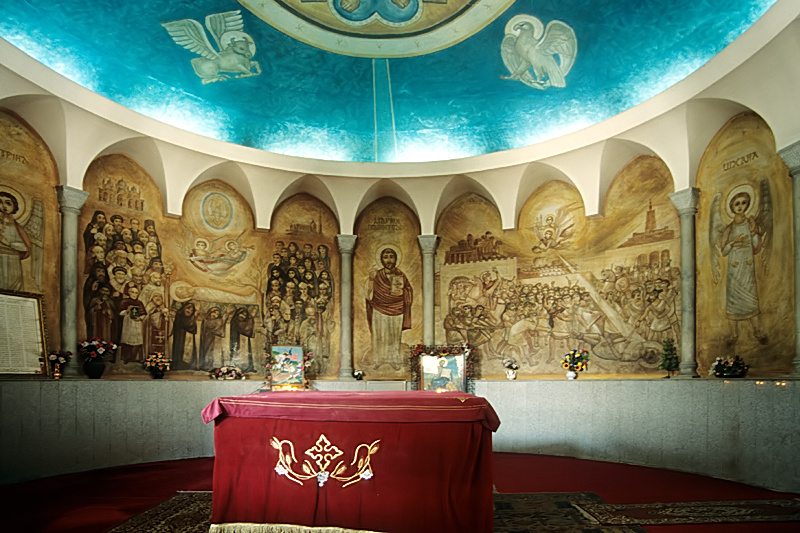
Schrein des Heiligen Markus in der Krypta der Kathedrale

Die Koptisch-Orthodoxe Kirche von Alexandrien (koptisch Ϯⲉⲕ̀ⲕⲗⲏⲥⲓⲁ ⲛ̀ⲣⲉⲙⲛ̀ⲭⲏⲙⲓ ⲛ̀ⲟⲣⲑⲟⲇⲟⲝⲟⲥ ti.eklyseya en.remenkimi en.orthodoxos, deutsch ‚Ägyptische Orthodoxe Kirche‘; arabisch الكنيسة القبطية الأرثوذكسية al-Kanīsa al-Qibṭīya al-Urṯūḏuksīya) oder Koptische Kirche ist die altorientalische Kirche Ägyptens mit – je nach Quelle – 5 bis 11 Millionen Gläubigen in Ägypten. Darüber hinaus gibt es kleine koptische Gemeinden in Libyen, im Sudan und einigen anderen Ländern. Der Koptisch-Orthodoxen Kirche steht ein Papst vor, seit 2012 Tawadros II.

## Name
Nach der arabischen Eroberung wurde arabisch qubti/qibti (von altgriechisch Ἀιγύπτιος Aigýptios) die Bezeichnung für die einheimische Bevölkerung, im Gegensatz zu den Byzantinern (rum). „Koptisch“ bezeichnete also eher eine kulturelle Zugehörigkeit, während die kirchlichen Unterschiede mit den Begriffen Melchiten (unter dem Patriarchat von Konstantinopel stehend, chalcedonensisch) und Jakobiten (Konstantinopel nicht unterstellt, nicht chalcedonensisch) bezeichnet wurden. Die Selbstbezeichnung der nicht-chalcedonensischen Christen Ägyptens war Theodosianer (nach dem Patriarchen Theodosios I. von Alexandria, 535–566). Im Laufe der Zeit wurde qubti/qibti dann allgemein zur Bezeichnung der ägyptischen Christen und im 17. Jahrhundert in europäische Sprachen übernommen. Aus dieser Zeit datiert auch der Begriff Koptische Kirche. Die Selbstbezeichnung Koptisch-Orthodoxe Kirche dient der Unterscheidung von römisch-katholischen und protestantischen Kirchengründungen in Ägypten.

## Geschichte
Die koptische Kirche geht auf das alexandrinisch-ägyptische Christentum der Spätantike (Patriarchat von Alexandrien) zurück. Die Machtkonzentration beim Bischof von Alexandria war bereits vor dem Konzil von Chalcedon eine Besonderheit der kirchlichen Hierarchie in Ägypten. Als Gründer der koptischen Kirche gilt der Überlieferung nach der Evangelist Markus, der im 1. Jahrhundert in Ägypten gelebt haben soll. Nach koptischer Tradition war Markus der erste Bischof von Alexandrien, wo er 68 n. Chr. als Märtyrer starb. Deswegen wird die Kirche auch als alexandrinische Kirche bezeichnet. Ägypten wurde von der Christenverfolgung unter Diokletian (303 bis 311) besonders schwer getroffen. Die koptische Kirche, die sich von daher als Märtyrerkirche versteht, beginnt ihre Zeitrechnung nicht mit Christi Geburt, sondern mit dem Herrschaftsantritt Diokletians (Ära der Märtyrer, 29. August 284).
In der Spätantike brachte die Theologenschule von Alexandria eine Reihe bedeutender Gelehrter hervor: Clemens von Alexandria, Origenes, Didymus der Blinde und Athanasius der Große. Das christliche Mönchtum (sowohl Anachoreten als auch Koinobiten) hat seinen Ursprung bei den Kopten und in dieser Kirche eine reiche Tradition, es wurde durch die hll. Antonius (um 251–356) und Pachomios (um 292–346) begründet. Die koptische Kirche ist als ganze ungewöhnlich stark vom Mönchtum geprägt.

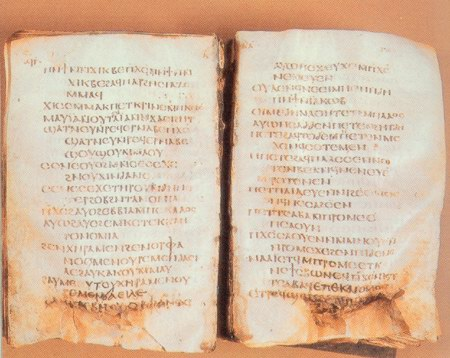
Psalter von al-Mudil, 4./5. Jahrhundert (Koptisches Museum Kairo)

Die formative Zeit der koptischen Kirche war das 5. bis 7. Jahrhundert. Aufgrund der Auseinandersetzungen um das Konzil von Chalcedon 451 erfolgte die Spaltung der nicht-chalcedonischen oder altorientalischen Kirchen (u. a. Syrer, Armenier, Kopten, Äthiopier) und der chalcedonischen Kirchen (orthodoxe Kirchen, katholische Kirche) über die Frage der Zweinaturenlehre. Von den chalcedonischen Kirchen als Monophysiten bezeichnet, ziehen die altorientalischen Kirchen die Bezeichnung Miaphysiten vor und sehen sich in Ablehnung der von ihnen verurteilten eigentlichen monophysitischen Lehre. Um sich von den chalcedonischen Kirchen abzugrenzen, bezeichnet sie jene als Dyophysiten. Die ägyptischen Christen lehnten die Glaubensformel von Chalcedon (Jesus Christus habe zwei Naturen gehabt, die aber „unvermischt, unverwandelt und ungetrennt“ gewesen seien) mehrheitlich ab; Aufstände wurden mit byzantinischer Repression beantwortet. Es war einerseits die Politik Kaiser Justinians, andererseits die Organisationstätigkeit des Jakob Baradäus, die eine eigenständige koptische Kirche begründeten – wenn auch noch nicht unter diesem Namen. Die großen Klöster Ägyptens mussten die kaiserliche Religionspolitik mittragen, aber Gründergestalten des koptischen Mönchtums (Abraham, Apollo, Manasse) gründeten neue Klöster, die sich zu Zentren des Widerstands gegen die Glaubensformel von Chalcedon entwickelten. Koptisch wurde Literatursprache (Pisenius von Keft, Konstantin von Siut, Johannes von Parallus, Rufus von Sotep), wobei die Gebildeten sowohl Griechisch als auch Koptisch beherrschten.
Der Persereinfall (616–628) ging anfangs mit Repression sowie Kirchen- und Klosterzerstörungen einher, später stützten sich die Perser aber auf die koptische Kirche, da diese keinen Grund hatte, einen Anschluss an das Byzantinische Reich zu wünschen. Nach Abzug der Perser erhielt Bischof Kyrus, genannt Kauchius (arabisch al-Muqauqis) von Kaiser Heraklios den Auftrag, die theologische Einigung mit der Ägyptischen Kirche durch die Kompromissformel des Monotheletismus zu erreichen. Nachdem dies auf Widerstand stieß, griff Kyrus zu Repression, was die ägyptische Bevölkerung dem byzantinischen Reich vollends entfremdete. In nur etwa zwei Jahren konnte ʿAmr ibn al-ʿĀs zunächst Ägypten und dann Alexandria erobern.
Die islamische Eroberung Ägyptens im Jahr 642 beendete zunächst die byzantinischen Verfolgungsmaßnahmen, so konnte der koptische Patriarch Benjamin I. aus dem Exil in Oberägypten nach Alexandria zurückkehren, und die Kirche erhielt Gebäude und Landbesitz zurück. Die Araber behielten die byzantinische Verwaltung Ägyptens bei, die personell von Kopten geleistet wurde. Dieser Verwaltungsapparat blieb konstant, während die arabischen Spitzenfunktionäre (Amir, Kadi, Schatzmeister) ständig ausgewechselt wurden. Durch die hohe Steuer- und Abgabenlast kam es seit 725 zu Aufständen der christlichen Ägypter, die ihren Gipfel in der baschmurischen Erhebung 829/30 erreichten. Auf eine Phase relativer Toleranz unter den Fatimiden (mit Ausnahme des Kalifen al-Hakim) folgte verstärkte Repression in der Mamlukenzeit. Seit dem 12. Jahrhundert, kam es auch zu Massenkonversionen von Kopten zum Islam. Ungeachtet der repressiven Politik gegen die christliche Bevölkerung, stellten die Kopten immer noch Amtsträger in der Verwaltung, speziell im Finanzwesen. Deren persönliche Lage war sehr heikel. Das 13. Jahrhundert brachte eine Blütezeit der koptischen Literatur in arabischer Sprache: Unter anderem Abu 'l Hair ibn al Tajjib, Petros al Sadamanti und Jusab von Achmim verfassten theologische Werke, Al Makin Girgis ein Geschichtswerk, das der muslimische Historiker al Maqrisi als Quelle nutzte. Herausragend als theologische Autoren waren drei Brüder al Safi, Hibat Allah und Abu Ishag. Abu 'l Barakat verfasste eine theologische Enzyklopädie in 24 Bänden mit dem Titel „Lampe der Finsternis und Darlegung des Dienstes.“
1321 brannten muslimische Verschwörer zahlreiche Kirchen und Klöster nieder.
Eine anlässlich des Konzils von Florenz am 4. Februar 1442 gemäß der Bulle Cantate Domino zwischen der römisch-katholischen Kirche und der koptischen Kirche geschlossene Union blieb folgenlos. 1741, 1895 und 1947 gab es weitere Unionsversuche einiger Kopten mit der römischen Kirche, in deren Folge es zur Etablierung einer konkurrierenden, rom-unierten koptisch-katholischen Kirche kam. Diese ist jedoch mit nur etwa 200.000 Gläubigen und von ihrer Bedeutung her nicht mit der koptischen Kirche vergleichbar.

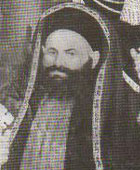
Kirellos IV.

Die moderne Geschichte der koptischen Kirche beginnt mit dem französischen Ägyptenfeldzug 1798/99. In der Amtszeit von Patriarch Kirellos IV. (1854–1861) fanden wichtige Veränderungen statt. Kirellos IV. gründete öffentliche Schulen für Jungen und Mädchen. Er veranlasste die Gründung einer Druckerei und gab so den Anstoß zur Abfassung koptischer Literatur in arabischer Sprache. Die Sondersteuer für Christen wurde während seiner Amtszeit abgeschafft, die Kopten zum Militärdienst eingezogen.

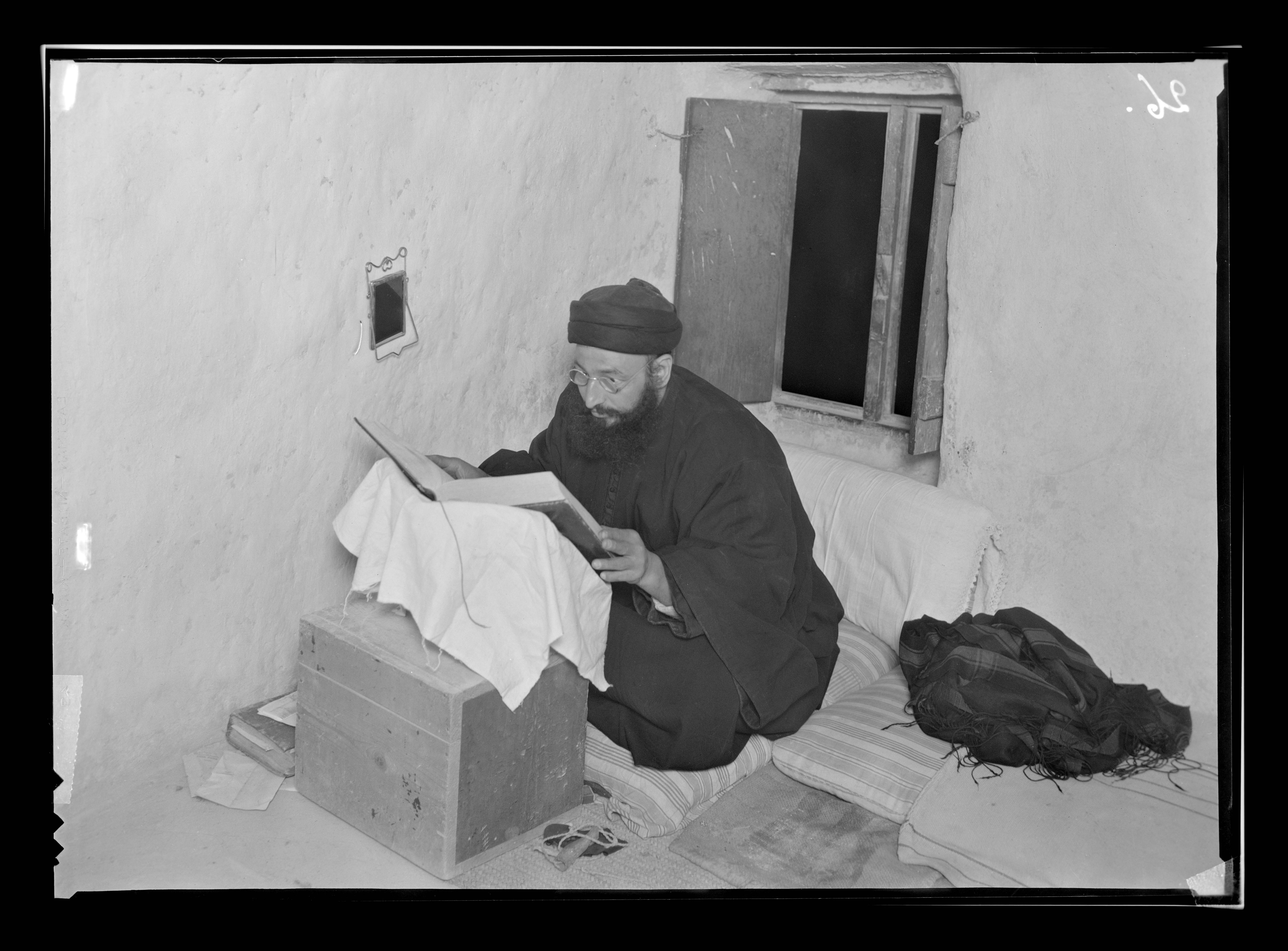
Mönch in seiner Zelle, Pauluskloster (1930/31)

Die ägyptische Verfassung von 1923 stellte Christen und Muslime formell gleich. 1954 trat die Koptisch-orthodoxe Kirche dem Ökumenischen Rat der Kirchen bei. Die Amtszeit des Patriarchen Kirellos VI. (1959–1971) war gekennzeichnet durch ein Aufblühen der Klöster; es kam auch zu Neugründungen. Seit 1964 kam es, gefördert durch den Ökumenischen Rat der Kirchen, zu Konsultationen zwischen orthodoxen und altorientalischen Kirchen (darunter die koptisch-orthodoxe Kirche), die in den kommenden Jahrzehnten eine erhebliche Annäherung erreichten.

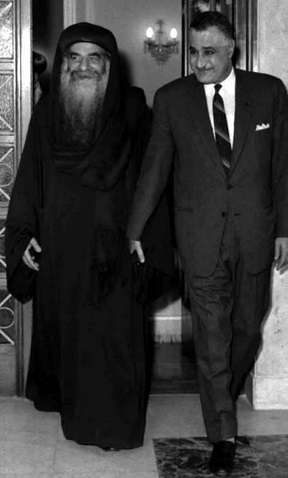
Papst Kirellos VI. und Präsident Nasser (1967)

Anlässlich der 1900-Jahr-Feier des legendären Märtyrertods des heiligen Markus weihte die Koptisch-orthodoxe Kirche im Juni 1968 ihre Neue Kathedrale in Kairo in Anwesenheit nationaler und internationaler Würdenträger ein, darunter der ägyptische Staatspräsident Gamal Abdel Nasser, Kaiser Haile Selassie, der syrisch-orthodoxe Patriarch Mar Ignatius Jakob III., Kardinal Léon-Étienne Duval als Repräsentant der römisch-katholischen Kirche, Eugene C. Blake, der Generalsekretär des Ökumenischen Rates der Kirchen. Bei diesem Anlass übergab die römisch-katholische Kirche 1968 als Geste guten Willens einen Teil der venezianischen Reliquien des heiligen Markus an die Kopten. Sie werden seitdem in der Krypta unter dem Hochaltar der Neuen Kathedrale in Kairo verwahrt. Die beiden Kirchen sahen darin einen Beginn von vertieften Beziehungen. Papst Schenuda III.  nahm 1971 an einem informellen Treffen mit Repräsentanten der römisch-katholischen Kirche in Wien teil. 1988 haben beide Kirchen eine Formulierung angenommen, durch die die in Chalcedon manifestierten theologischen Meinungsverschiedenheiten nach über 1500 Jahren weitgehend ausräumt wurden. Im Middle East Council of Churches nimmt die Koptisch-orthodoxe Kirche eine führende Stellung ein. Der koptische Papst steht einem Rat aller christlichen Kirchen Ägyptens vor, der sich mit alltäglichen Problemen der christlichen Minderheit befasst.

## Theologie
Lehrgrundlagen der koptischen Kirche sind die Heilige Schrift (hier gilt das 3. Makkabäerbuch als kanonisch, und das Buch der Sprüche wird in zwei geteilt) sowie die kirchliche Überlieferung. Das Konzil von Nicäa gilt als überragend, die weiteren ökumenischen Konzilien, so weit die Kirche diese anerkennt, als Bestätigungen von Nicäa. Außerdem gelten folgende Schriften als autoritativ:
1. Kanones von Ankyra, Neokaisareia, Gangra, Antiochien, Laodikeia und Serdica;
2. Sieben Kanones von Karthago;
3. Pseudo-apostolische Schriften: die arabische Didaskalie, der pseudoclementinische Oktateuch, 30 Traditionen der Apostel;
4. Apostolische Kanones;
5. Pseudepigraphischer Brief des Apostels Petrus an Clemens;

– außerdem die Schriften der Kirchenväter, die Konstitutionen der Patriarchen von Alexandria und die liturgischen Bücher. Die Kopten lehnen die Lehre des Ägypters Eutyches grundsätzlich ab, in der die menschliche Natur Jesu Christi von seiner göttlichen quasi aufgesogen wird, und sind damit keine Monophysiten. Eutyches sprach von „einem Essigtropfen inmitten eines Meeres“. Das Dogma der koptischen Kirche entspricht dem der Konzilien von Nicäa, von Konstantinopel und dem von Ephesos, auf denen sich die Kirchenväter einstimmig über Christi Natur festlegten. Das Bekenntnis von Nicäa wird von der koptischen Kirche in der ursprünglichsten Form verwendet, wie das Konzil von Nicäa es verabschiedete. Darin heißt es: „Wir glauben an den einen Herrn, Jesus Christus, Gottes einzigen Sohn, geboren aus dem Vater vor aller Zeit, Licht vom Licht, wahrer Gott vom wahren Gott.“ Es handelt sich hierbei um das gleiche Glaubensbekenntnis, wie es mit einigen wenigen Ergänzungen in vielen anderen Kirchen des Ostens wie des Westens verwendet wird.
Jesus hat dem koptischen Dogma zufolge eine gott-menschliche Natur, die so vereint ist wie Feuer und Eisen in einem glühenden Eisenstück. Papst Dioskorus, der Patriarch von Alexandrien, der auf dem Konzil von Chalcedon 451 den orthodoxen Glauben verteidigte, widersprach der Trennung beider Naturen Christi mit dem Ausspruch: „Ich sah Christus über Lazarus’ Tod weinen, also ist er Mensch, ich sah ihn Lazarus von den Toten auferwecken, also ist er Gott. Ich sah ihn im Boot schlafen, also ist er Mensch, ich sah ihn den Sturm stillen, also ist er Gott.“
In ihrer Ekklesiologie vertritt die koptische Kirche das Modell einer Gemeinschaft unabhängiger Partikularkirchen. Die alten Patriarchate werden anerkannt, auch ein Ehrenvorrang Roms als Gründung des Petrus, sowie Alexandria als Gründung des Markus (als Sprecher des Petrus), außerdem Antiochia und Ephesus.
Die koptische Kirche besitzt seit spätantik-frühmittelalterlicher Zeit eine differenzierte Engellehre. Sie ist gekennzeichnet durch eine ausgeprägte Marien- und Heiligenverehrung (wobei jedoch nur Bilder, keine Statuen zulässig sind). Es gibt Wallfahrten zu besonderen Verehrungsstätten von Heiligen. Infolge des Kulturkontakts mit dem Islam kennt die koptische Kirche einige Sonderbräuche wie die Beschneidung von Jungen und Mädchen sowie die große Bedeutung von Fastenzeiten. Die Fastendisziplin ist streng und verlangt den Verzicht auf Fleisch, Eier, Milch, Butter, Käse und meist auch Fisch an den wöchentlichen Fastentagen (Mittwoch und Freitag) sowie vier Hauptfastenzeiten im Jahreslauf.
Von allen anderen orthodoxen und orientalischen Kirchen unterscheidet sich die koptische Kirche im praktischen Bereich durch ihre Jugendarbeit, was mit der Sonntagsschulbewegung zusammenhängt, die ebenfalls einzigartig ist, und ihre sozialen Dienste. Sie hat sogar ein eigenes Bischofsamt für soziale Dienste und Ökumene. Bildung spielt eine große Rolle, was aus der Christologie gerechtfertigt wird.

## Liturgie

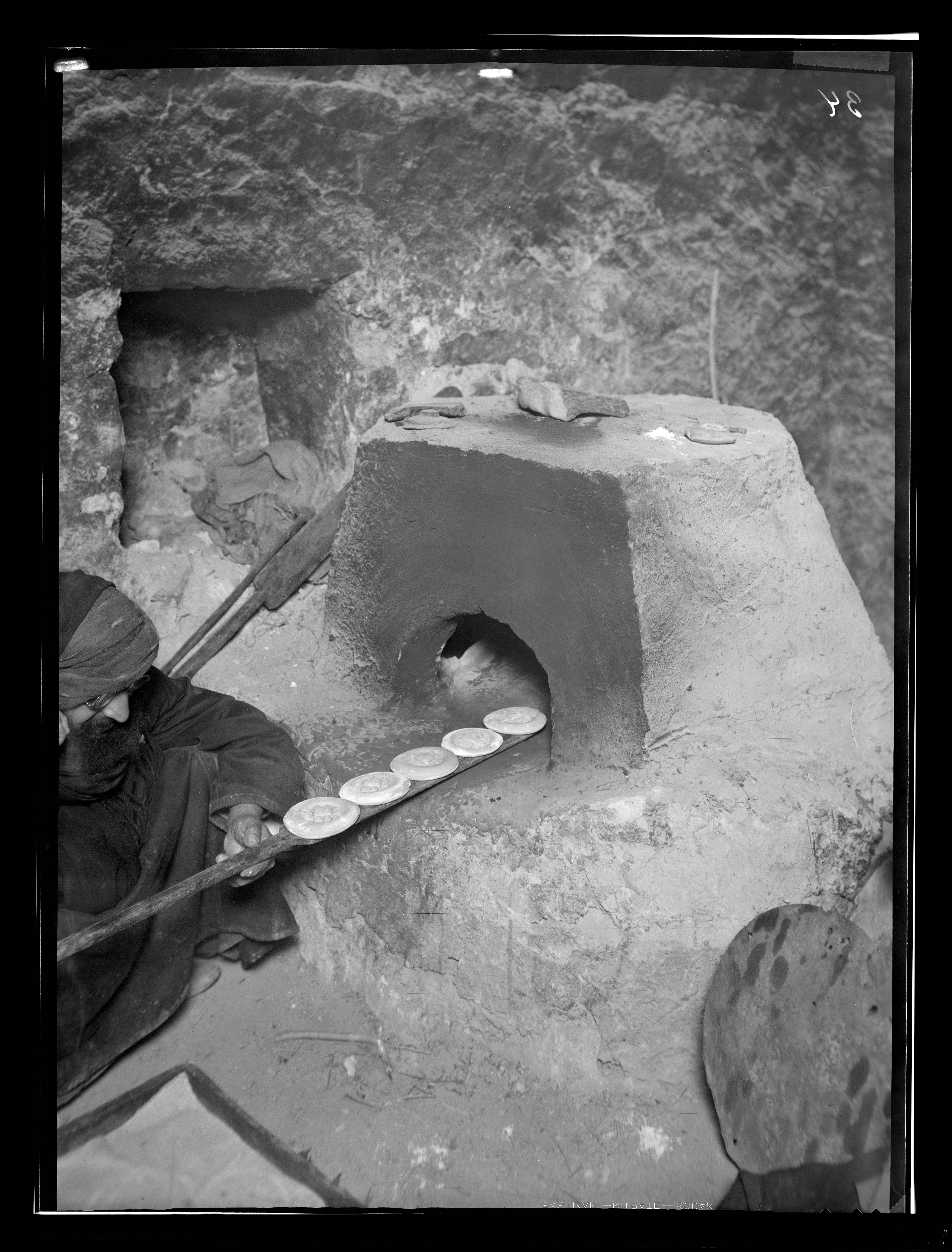
Backen des eucharistischen Brotes

Gottesdienst in der Höhlenkirche des Paulusklosters

Die koptische Kirche verwendet seit dem 2. Jahrhundert neben dem Griechischen die koptische Sprache bei Bibellesung, Gebet und Predigt; seit dem Mittelalter ist Koptisch vorwiegend eine Sakralsprache. Heute wird der bohairische Dialekt als Liturgiesprache gebraucht. Die Ordnung der Schriftlesung nach dem Kirchenjahr ist im Katameros festgelegt. Das Synaxarion enthält Heiligen- und Märtyrerviten, ebenfalls kalendarisch geordnet.
Für die Eucharistiefeier bäckt der Sakristan jeweils ein rundes Sauerteigbrot, das etwa 18 cm im Durchmesser hat und auf dem 12 Kreuze sowie die koptische Inschrift „Heiliger Gott, Heiliger Allmächtiger, Heiliger Unsterblicher“ mit einem Brotstempel eingeprägt wurden. Der eucharistische Gottesdienst wird in der koptischen Kirche gemäß ihrem Euchologion in einer von drei Formen gefeiert:
- Basilius-Anaphora (gewöhnliche Tage),
- Markus- oder Kyrillos-Anaphora (Fastenzeit, Adventszeit)
- Gregorios-Anaphora (Festtage).

Die Basilius-Anaphora ist die kürzeste; die Markus-Anaphora wird wegen ihrer großen Länge nur selten gefeiert. Der Gottesdienst dauert etwa drei Stunden. Liturgische Texte werden in der koptischen Kirche häufig rezitiert und nicht gesungen, was unter den altorientalischen und orthodoxen Kirchen eine Besonderheit darstellt.
Der eucharistischen Feier geht das Morgenoffizium voraus; es besteht aus Morgenweihrauch, Stundengebet (dritte und sechste Stunde), Liturgie des Wortes (Lesungen, Evangeliumslesung und Predigt) und Anaphora (Liturgie des Leibes) mit Fürbitten, Gedächtnis der Heiligen und Kommunion. Es gibt als liturgische Besonderheit dieser Kirche Weihrauchdarbringungen, die in den koptischen Klöstern und Kirchen täglich morgens und abends stattfinden und die sich symbolisch auf den Jerusalemer Tempel beziehen. Die Liturgieform der koptischen Kirche ist der auf dem alexandrinischen Ritus basierende koptische Ritus. Die gottesdienstliche Musik mit acht Kirchentönen scheint sehr alte Traditionen zu bewahren, ist aber wenig erforscht.
Vor der Kommunion jeder Liturgie spricht der Priester die sogenannte „Homologia“, in der er das Bekenntnis ablegt: „Ich glaube, dass dies der lebensspendende Leib ist […] Er machte ihn eins mit seiner Gottheit ohne Vermischung, ohne Verquickung und ohne Veränderung. […] In Wahrheit glaube ich, dass seine Gottheit seine Menschheit keinen Moment lang und keinen einzigen Augenblick verlassen hat.“
In der großen Bedeutung des Stundengebets zeigt sich die starke monastische Prägung der koptischen Kirche. Die Siebenzahl der Horen (Matutin, Terz, Sext, Non, Vesper, Komplet und Nokturnen) ist seit dem 14. Jahrhundert anerkannt. Dazu gehört jeweils ein großes Pensum an Psalmen: in jedem Stundengebet zwölf, im Morgengebet seit neuerer Zeit 19. Diese werden auf verschiedene Sprecher verteilt und relativ leise rezitiert. Die Lesungen aus dem Alten und Neuen Testament, die ebenfalls zu jeder Hore gehören, werden lauter vorgetragen.

## Kirchliche Struktur

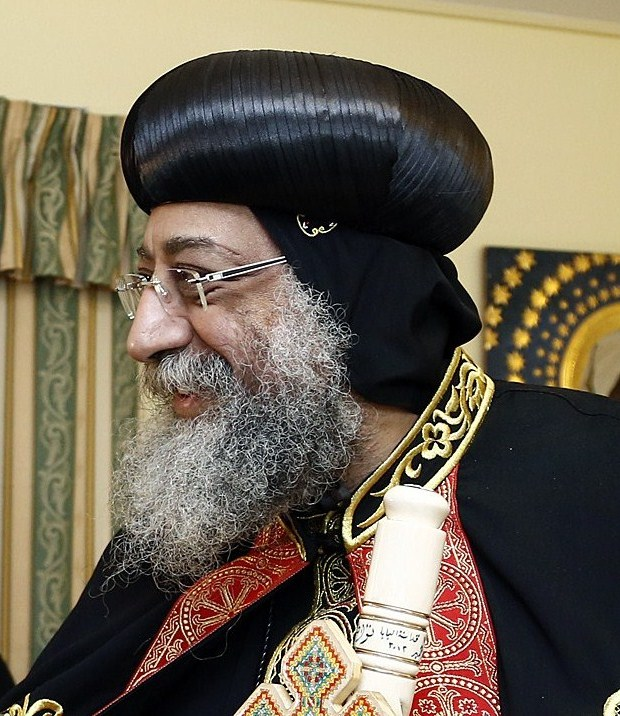
Papst Tawadros II. (2013)

Der Koptisch-Orthodoxen Kirche steht ein Papst vor, von 1971 bis zu seinem Tod 2012 war dies Schenuda III. als 117. Nachfolger des heiligen Markus. Am 4. November 2012 wurde Bischof Tawadros II. von Beheira als sein Nachfolger unter den letzten drei verbliebenen Kandidaten ausgelost, seine Einsetzung ins Amt des Papstes der koptischen Kirche erfolgte am 18. November 2012.
Die Papstwahl erfolgt nach einem längeren Konsultationsprozess unter Mitwirkung aller koptischen Bischöfe und der ägyptischen Regierung durch Losverfahren in der Markuskathedrale in Kairo. Ein ähnliches Verfahren kennt die Serbisch-Orthodoxe Kirche.
Das Oberhaupt der koptischen Kirche, der Papst von Alexandrien und Patriarch des Stuhls des heiligen Markus, hat seinen Sitz offiziell sowohl in Kairo als auch in Alexandria. Tatsächlich verlegte der Patriarch Christodulos (1046–1048) den Sitz des Patriarchats aber bereits 1047 in das 973 zur Hauptstadt erhobene Kairo. Dort, im Stadtteil ʿAbbāsīya, befindet sich auch das große Gelände des Patriarchats mit der 1968 geweihten Markuskathedrale und dem päpstlichen Palast. Konkathedrale des Patriarchats ist jedoch weiterhin die Markuskathedrale in Alexandria, ein Bau des 20. Jahrhunderts, der an der Stelle der der Tradition nach im Jahr 60 vom Evangelisten Markus gegründeten ersten Kirche der Stadt steht.
Nach der Verlegung des Patriarchats nach Kairo wurde zunächst die aus dem 3. Jahrhundert stammende Hängende Kirche im nilaufwärts des Stadtzentrums gelegenen Alt-Kairo (früher Fustat) päpstliche Kathedrale. Sie ist Mittelpunkt einer weiteren Ansammlung koptischer und christlicher Einrichtungen, unter ihnen die Georgskathedrale des griechisch-orthodoxen Patriarchats von Alexandrien, das seinen Sitz ebenfalls in Kairo hat, und das Koptische Museum. 1953 wurde in Kairo eine theologische Fakultät gegründet, nachdem bereits seit 1893 ein Seminar für die Priesterausbildung bestand.
Vor der Weihe der jetzigen Markuskathedrale in Kairo-ʿAbbāsīya war die um 1800 von Papst Markos IX. geweihte Markuskirche im zentralen Stadtteil Azbakeya Kathedralkirche der koptischen Päpste.
Insgesamt gibt es ca. 140 Priester im Bischofsrang, darunter der Patriarch, 16 Metropoliten (مطارنة maṭārina) sowie 40 Generalbischöfe (أساقفة عامين/عموميين asāqifa ʻāmmīn/ʻumūmīyīn) ohne Diözese (im Jahr 1986 waren es insgesamt 59 Bischöfe). Von den ca. 90 Diözesen (إيبارشيات ībāršīyāt, Eparchien) liegen etwa 60 in Ägypten. Es bestehen über 80 Klöster, von denen mehr als 20 durch Bischöfe geleitet werden. Im deutschen Sprachraum gibt es eine Diözese für Norddeutschland (Kloster Brenkhausen), eine für Süddeutschland (Kloster Kröffelbach) und eine für Österreich und die Deutschschweiz (Schloss Obersiebenbrunn).

## Verbreitung
Die im Folgenden angegebenen Mitgliederzahlen sind Schätzungen. Das resultiert aus der gesellschaftlichen Situation der Kopten im muslimischen Umfeld.

### Afrika
- Für Ägypten gehen die meisten Quellen (CIA World Fact Book, ägyptische Regierungsstellen, deutsches Auswärtiges Amt, Radio Vatikan) von 5 bis 10 % Christen, davon über 90 % Kopten aus. Lediglich der Fischer Weltalmanach von 2008 nannte, wie auch koptische Quellen, wesentlich höhere Zahlen von 12 % bis 15 % Kopten.[2]
- Äthiopien: Die Äthiopisch-Orthodoxe Tewahedo-Kirche (um die 40 Millionen Mitglieder) hat seit der Einsetzung durch Papst Kirellos VI. 1959 ihren eigenen Patriarchen in Addis Abeba. Der Amtsinhaber Abune Paulos erbat und erhielt 1994 von Papst Schenuda III. die volle Unabhängigkeit für die äthiopische Kirche, die den Papst von Alexandrien jedoch weiterhin als Ehrenoberhaupt und die koptische Kirche als ihre Mutterkirche anerkennt.
- Eritrea: Die zuvor zu Äthiopien gehörende eritreische Kirche hat 2 Millionen Mitglieder und erhielt 1998 von Papst Schenuda III. die Autokephalie als Eritreisch-Orthodoxe Tewahedo-Kirche. Der Erzbischof von Asmara wurde zum Patriarchen erhoben. Dessen Thron ist jedoch zurzeit umstritten, da der von Alexandrien und Äthiopien anerkannte dritte Patriarch, Abune Antoniyos, für abgesetzt und unter Hausarrest gestellt und mit Abune Dioskoros ein nur von der eritreischen Regierung anerkannter Nachfolger inthronisiert wurde.
- Kenia: einige jüngere Gemeinden
- Libyen
- Sambia: einige jüngere Gemeinden
- Simbabwe: einige jüngere Gemeinden
- Sudan: vermutlich 260.000 zu Beginn des 20. Jahrhunderts, rapide sinkende Zahl seit Einführung der Scharia 1983

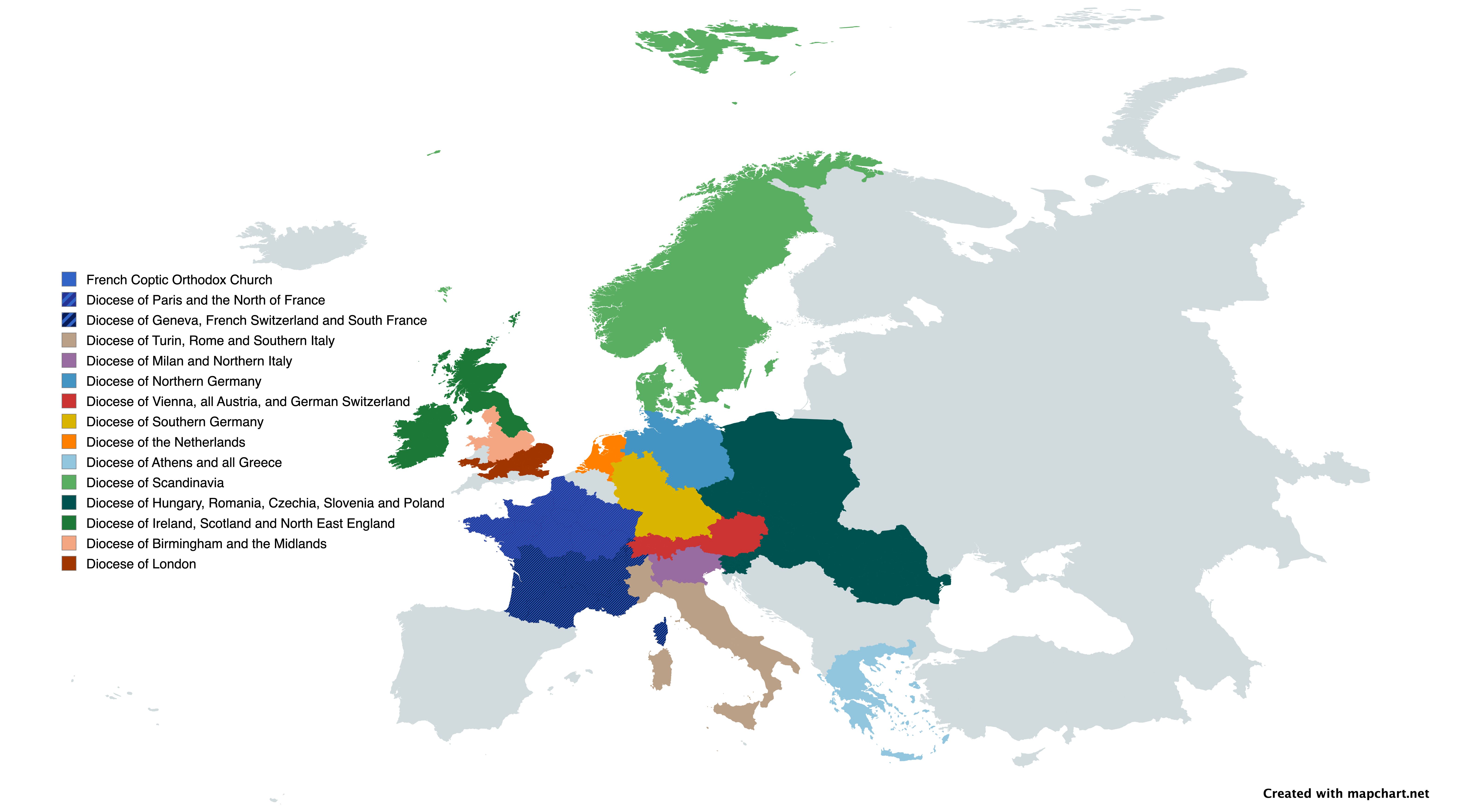
Diözesen in Europa

### Europa

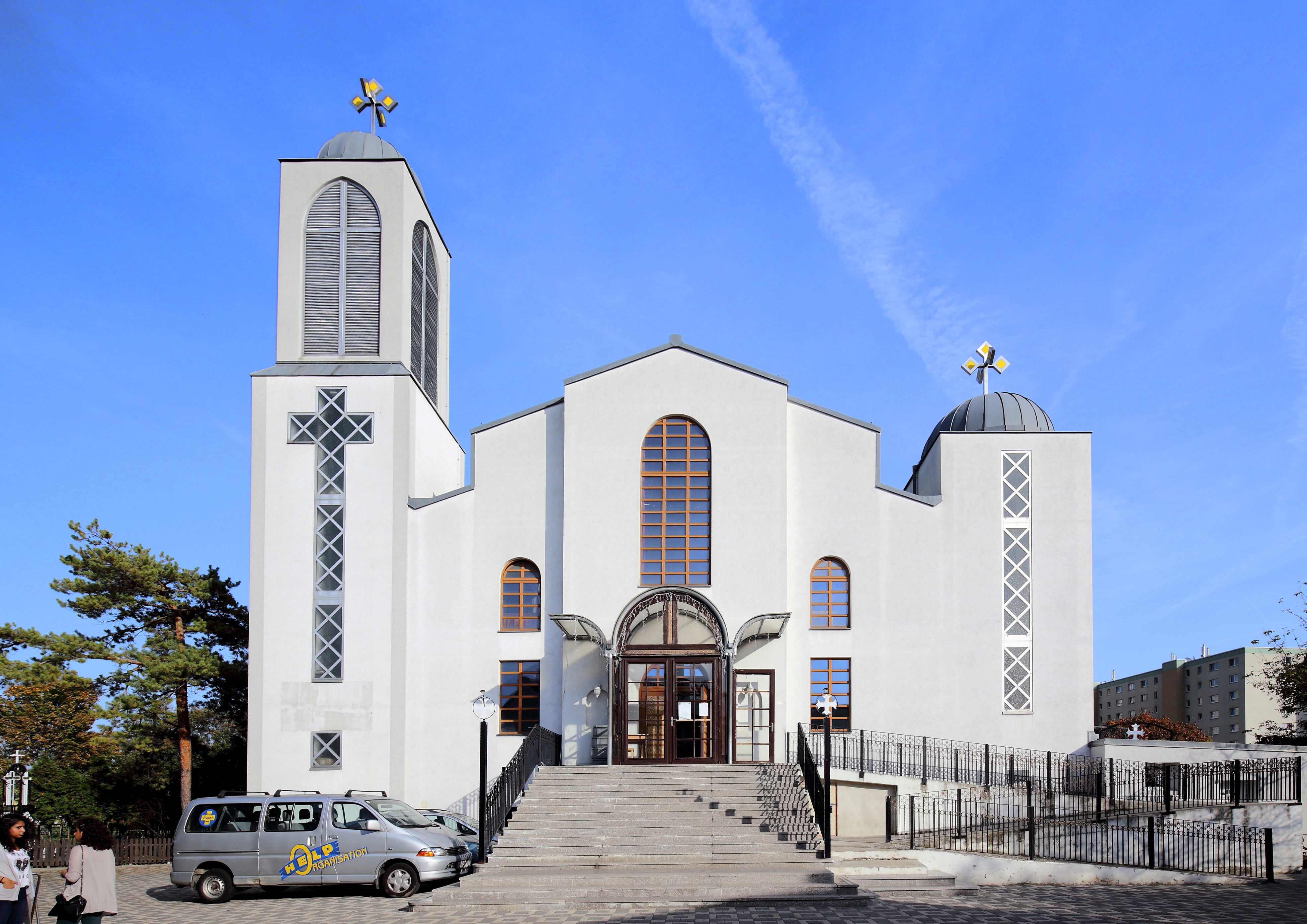
Bischofskirche in Wien

- Deutschland: Kloster Brenkhausen bei Höxter (Bischofssitz); Kloster in Waldsolms-Kröffelbach (bei Wetzlar), Kirchen in München, Stuttgart, Frankfurt (St. Markus), Duisburg (ehemalige katholische Kirche St. Bonifatius), Unna–Massen,  Düsseldorf, Hannover, Berlin (Kirche St. Antonius und St. Schenuda), Hamburg, Heidelberg,[39] Mainz (St. Kyrillos),[40] Trier (Kirche in Bitburg), Leipzig und Wilhelmshaven St. Maria und St. Mauritius (ehemalige römisch-katholische Kirche Stella Maris), Altena (ehem. reformierte Kirche); Koptische orthodoxe Kirche H Maria & H Apostels in Erlangen-Bruck (ehemals katholische Kirche St. Peter und Paul); Gemeinden ohne eigene Kirchen in Bonn und Bremen
- Österreich: ca. 5000, seit 2003 staatlich anerkannt. Kloster in Obersiebenbrunn; Kirchen in Wien, Graz, Klagenfurt, Linz und Bruck an der Mur; Gemeinde ohne Kirche in Innsbruck
- Schweiz: Gemeinden in Zürich, Basel, Biel, Vernier, Lausanne, Yverdon
- Vereinigtes Königreich: mehrere Gemeinden in London, Birmingham, Manchester uvm. Daneben untersteht die Britisch-Orthodoxe Kirche seit 1994 dem Patriarchat von Alexandrien.
- Frankreich: Mehrere Gemeinden in Paris, Marseille, Toulon, Straßburg und viele mehr
- Italien: Gemeinden in Mailand, Turin, Rom uvm.
- Griechenland: Gemeinden in Athen und viele mehr

### Asien
- Israel: Gemeinden in Jerusalem und viele mehr
- Libanon: etwa 2.000 (offiziell vertreten durch die syrisch-orthodoxe Kirche)
- Syrien

### Amerika
- Drei Diözesen in den Vereinigten Staaten (Erzdiözese Nordamerika, Diözese Los Angeles, Südkalifornien und Hawaii, Diözese Südstaaten) mit deutlich mehr als einer Million Kopten (z. B. je über 20 Gemeinden in New York und Los Angeles) und Gemeinden in jeder größeren Stadt.
- Kanada: Montreal, Toronto, Ottawa, Vancouver
- Brasilien: kürzlich gegründete Diözese in Rio de Janeiro
- Bolivien: kürzlich gegründete Diözese Bolivien

### Australien
- Ca. 100.000[41] in Australien (Sydney, Melbourne)

### Lexikonartikel
- Michael Ghattas: Kopten I. Koptische Orthodoxe Kirche. In: Religion in Geschichte und Gegenwart (RGG). 4. Auflage. Band 4, Mohr-Siebeck, Tübingen 2001, Sp. 1670–1673.
- Tito Orlandi: Koptische Kirche. In: Theologische Realenzyklopädie (TRE). Band 19, de Gruyter, Berlin / New York 1990, ISBN 3-11-012355-X, S. 595–607.

### Überblicksdarstellungen
- Wolfgang Boochs (Hrsg.): Geschichte und Geist der Koptischen Kirche. Bernardus-Verlag, Aachen, 2., überarbeitete Aufl. 2009, ISBN 978-3-8107-9184-9.
- Albert Gerhards, Heinzgerd Brakmann (Hrsg.): Die koptische Kirche. Kohlhammer, Stuttgart 1994, ISBN 3-17-012343-2.
- Karl Pinggéra: Die Koptisch-Orthodoxe Kirche. In: Christian Lange, Karl Pinggera (Hrsg.): Die altorientalischen Kirchen. Glaube und Geschichte. Wissenschaftliche Buchgesellschaft, Darmstadt 2010, S. 63–76. ISBN 978-3-534-22052-6.
- Siegfried G. Richter: Das koptische Ägypten. Schätze im Schatten der Pharaonen (mit Fotos von Jo Bischof). Wissenschaftliche Buchgesellschaft, Darmstadt 2019, ISBN 978-3-8053-5211-6.

### Geschichte der Kirche
- H. Munier: Recueil des Listes Episcopales de l’Eglise Copte (Publications de la Société d‘Archéologie Coptes. Textes et Documents), Le Caire, 1943, zu benutzen mit:
- Jacob Muyser: Contribution à l’étude des listes épiscopales de l’Eglise Copte. In: Bulletin de la Sociéte d'Archeólogie Copte 10 (1944) 115-176.
- Dietmar W. Winkler: Koptische Kirche und Reichskirche. Altes Schisma und neuer Dialog (= Innsbrucker theologische Studien. Band 48). ISBN 3-7022-2055-0.